# Territori del Nord-Ovest
I Territori del Nord-Ovest (in inglese: Northwest Territories; francese: Territoires du Nord-Ouest; nelle lingue athabaska: Denendeh; in inuktitut: ᓄᓇᑦᓯᐊᖅ, Nunatsiaq; in inuvialuktun: Nunatsiaq) sono un territorio del Canada settentrionale, il cui capoluogo è, dal 1967, Yellowknife.

## Geografia fisica
L'area dei Territori è di 1 140 835 km², con una popolazione di soli 41 464 abitanti nel 2006 (con una crescita dell'11% dal 2001). Il 55,2% della popolazione è composta da nativi americani (prevalentemente Dene, Métis e Inuit).
Sono una delle regioni più fredde e inospitali del Canada, e geograficamente occupano buona parte del bacino imbrifero del fiume Mackenzie. Sul suo territorio sono inclusi i bacini di immensi laghi quali Grande Lago degli Orsi e il Grande Lago degli Schiavi. A ovest il suo confine con lo Yukon è delimitato dalla catena dei Monti Mackenzie in cui si trova la principale vetta del territorio: il Monte Nirvana con 2 773 metri sul livello del mare. A nord s'affaccia sul Mar Glaciale Artico. Vista la sua natura sono scarsi gli insediamenti umani.

## Storia
Nel corso degli ultimi due secoli l'area del Nord America che venne chiamata Territori del Nord-Ovest subì profondi ridimensionamenti, tanto da rappresentare oggi solo una porzione tutto sommato marginale della sterminata, incontaminata e parzialmente inesplorata regione così indicata sulle carte geografiche nel finire del XIX secolo.
La storia moderna di questa terra prende idealmente il via nel giugno del 1870 quando la Hudson's Bay Company cedette la Terra di Rupert e i Territori del Nord-Ovest al governo del Canada. Assieme formavano un'immensa regione, comprendente allora buona parte di tutti quei territori canadesi che andavano dalle coste di Terranova e del Labrador fino alla Columbia Britannica, dalle regioni dei Grandi Laghi fino alle Isole Artiche, che rimasero però sotto il controllo britannico fino al 1880. Ad una parte della regione venne assegnato il nome di Territori del Nord-Ovest per indicarlo geograficamente in relazione alla Terra di Rupert.
Ben presto su queste terre del Nord-Ovest si costituirono e vennero dunque staccate nuove province. Il 15 luglio 1870 nacque il Manitoba, allargatosi ulteriormente nel 1881. Il 20 luglio 1871 entrò a far parte della confederazione canadese la Columbia Britannica, alla quale vennero assegnate importanti e vaste regioni. Nel 1882 fu la volta di Regina e del distretto di Assiniboia. Nel 1905 nacquero le province di Alberta, di cui Edmonton divenne la capitale, e Saskatchewan, con Regina come capitale. Sia l'Ontario nel 1882 che il Québec nel 1898 vennero allargati assorbendo vaste aree dei Territori. Nello stesso periodo si staccò anche lo Yukon. Ontario, Québec e Manitoba vennero allargati definitivamente a scapito dei Territori del Nord-Ovest nel 1912.
Fino al 1999 era comunque ancora un territorio vastissimo, ben 3 439 296 km², una superficie paragonabile a 11 volte l'Italia. Ma il 1º aprile 1999 i 3/5 vennero separati, dando vita ad un nuovo territorio canadese, il Nunavut. In seguito all'ultima separazione si aprì la discussione se dare un nuovo nome ai Territori del Nord-Ovest. Fra quelli che parvero riscuotere maggiori consensi vi furono i nomi derivati da termini nella lingua dei nativi. Un esempio su tutti fu Denendeh (nelle lingue athabaska: «la nostra terra»).

Evoluzione geografica delle Province del Canada.

## Economia

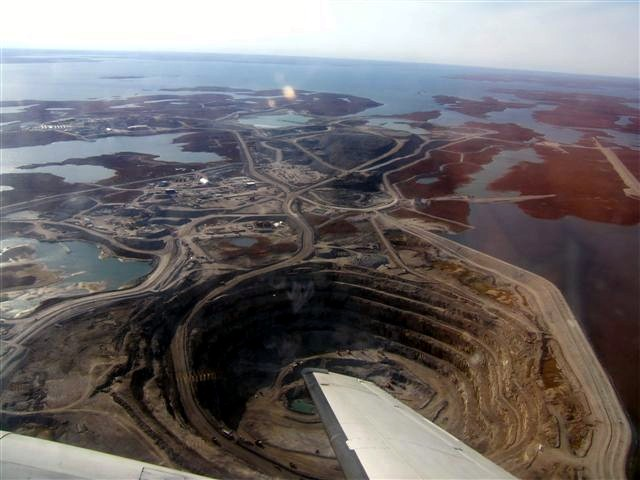
Miniera di Diamanti

I Territori posseggono un sottosuolo ricchissimo. Le sue risorse vanno dall'oro al gas naturale, dall'uranio ai diamanti. Proprio questi ultimi vengono considerati l'alternativa etica ai rischi che spesso comporta il commercio mondiale dei diamanti, che nei paesi di produzione tradizionali spesso si accompagnano a conflitti sanguinosi e interetnici, a instabilità politiche e traffici d'armi. Per via della loro scarsa densità demografica e delle loro vaste risorse geologiche hanno il più alto prodotto interno lordo pro capite non solo di tutto il Canada, ma anche del mondo.

## Politica
L'ordinamento politico dei territori è significativamente diverso da quello delle province canadesi, anche se condividono le radici nel sistema parlamentare Westminster. I 19 parlamentari dell'assemblea legislativa sono formalmente indipendenti, così come le candidature alle elezioni, e l'amministrazione si basa su un sistema di governo del consenso. Tale dinamica apartititca è presente anche nel territorio del Nunavut, mentre nello Yukon e nelle province la politica è caratterizzata dalla partecipazione esplicita dei partiti.

## Società

### Evoluzione demografica
Popolazione dei Territori del Nord-Ovest dal 1871
| Anno | Popolazione | variazione % in 5 anni | variazione % in 10 anni | Posizione nelle Province e nei territori canadesi |
| ---- | ----------- | ---------------------- | ----------------------- | ------------------------------------------------- |
| 1871 | 48 000      | n/a                    | n/a                     | 6                                                 |
| 1881 | 56 446      | n/a                    | 17,6                    | 7                                                 |
| 1891 | 98 967      | n/a                    | 75,3                    | 7                                                 |
| 1901 | 20 129*     | n/a                    | -79,7                   | 11                                                |
| 1911 | 6 507**     | n/a                    | -67,7                   | 11                                                |
| 1921 | 8 143       | n/a                    | 25,1                    | 10                                                |
| 1931 | 9 316       | n/a                    | 14,4                    | 10                                                |
| 1941 | 12 028      | n/a                    | 29,1                    | 10                                                |
| 1951 | 16 004      | n/a                    | 33,1                    | 11                                                |
| 1956 | 19 313      | 20,7                   | n/a                     | 11                                                |
| 1961 | 22 998      | 19,1                   | 43,7                    | 11                                                |
| 1966 | 28 738      | 25,0                   | 48,8                    | 11                                                |
| 1971 | 34 805      | 21,1                   | 51,3                    | 11                                                |
| 1976 | 42 610      | 22,4                   | 48,3                    | 11                                                |
| 1981 | 45 740      | 7,3                    | 31,4                    | 11                                                |
| 1986 | 52 235      | 14,2                   | 22,6                    | 11                                                |
| 1991 | 57 649      | 10,3                   | 26,0                    | 11                                                |
| 1996 | 64 402      | 11,7                   | 23,2                    | 11                                                |
| 2001 | 37 360***   | -42,0                  | -35,2                   | 11                                                |
| 2006 | 41 464      | 12,0                   | -35,0                   | 11                                                |
| 2011 | 41 462      | 0,0                    | 11,0                    | 11                                                |
| 2016 | 41 786      | 0,8                    | 9,9                     | 11                                                |

*Note: il Territorio dello Yukon è stato creato cedendo parte dei Territori del Nord-Ovest nel 1898.
**Note: Alberta e Saskatchewan sono stati creati da parte dei Territori del Nord-Ovest nel 1905.
***Note: nel 1996 includeva ancora il Nunavut. Nel 2001 il Nunavut non era incluso.